# The Battle at Elderbush Gulch
The Battle at Elderbush Gulch (también conocida como The Battle of Elderbush Gulch, que puede traducirse como "La Batalla de Elderbush Gulch") es una película western muda estadounidense del año 1913, dirigida por D. W. Griffith y con las actuaciones de Mae Marsh, Lillian Gish, y Lionel Barrymore.

## Trama
Salley (Mae Pantano) y su pequeña hermana son enviadas a visitar a sus tres tíos en el oeste. Entre otro equipaje, traen a sus dos cachorros. Melissa (Lillian Gish) está en la misma diligencia con su marido y bebé recién nacido. Los tíos encuentran a las pequeñas niñas divirtiéndose pero les dicen que los perros se tienen que quedar afuera. Mientras tanto, una tribu cercana de indios de mal aspecto están realizando una danza tribal. Los cachorros, dejados afuera en una cesta, se escapan. Sally, preocupada por los perros, va afuera y descubre que se han ido. Sigue su rastro y se encuentra a dos indios hambrientos que los capturaron para comerlos. Hay una trifulca pero sus tíos llegan e intervienen. Luego de un tiroteo, uno de los indios muere. Los otros indios regresa a la tribu para informarles y, despertados por una "agresión salvaje"  realizan a una danza de guerra.
Mientras tanto, Sally ha persuadido a una mano amiga para que construya una puerta secreta en la cabaña así puede traer a los cachorros adentro por la noche. Los indios atacan el pueblo y los colonos, asustados, huyen hacia la cabaña solitaria. En el tumulto, el bebé es capturado por los indios. Los indios atacan la cabaña justo después de que un explorador se aleja para alertar al fuerte.
Los indios viajan en círculos alrededor de la cabaña mientras los colonos intentan luchar contra ellos. Melissa, en la cabaña, está angustiada preocupándose por el destino de su bebé. Sally, más preocupada por sus perros, se escapa por la puerta secreta y no sólo los encuentra sino también al bebe en los brazos de un indio muerto. En una escena de batalla frenética, ella trae al bebé a través de la puerta secreta. 
Los colonos se están quedando sin munición y la cabaña se está quemando. Los indios, arrastrándose boca abajo, están casi en la cabaña, pero entonces la caballería llega. Los indios son rápidamente despachados y todo está bien, salvo por el dolor de Melissa sobre su hijo desaparecido. Sally sale de un cofre sosteniendo en su pecho al bebé y a los cachorros. Los tíos acuerdan que Sally pueda tener a sus cachorros dentro.

## Reparto
- Mae Marsh – Sally
- Leslie Loveridge – La Niña Desamparada (The Waif)
- Alfred Paget – Tío de la Desamparada
- Robert Harron – El padre
- Lillian Gish – Mellisa Harlow
- Charles Hill Mailes – Dueño del rancho
- William A. Carroll – El mexicano
- Frank Opperman – Jefe indio
- Henry B. Walthall – Hijo del jefe indio
- Joseph McDermott – Guardián de la desamparada
- Jennie Lee – Guardiana de la desamparada
- Lionel Barrymore
- Elmer Booth
- Kate Bruce – Colona
- Harry Carey
- Charles Gorman – Entre los indios
- Dell Henderson
- Elmo Lincoln – Soldado de la Caballería
- W. Chrystie Miller – Colono
- W. C. Robinson – Entre los indios
- Blanche Sweet

## Crítica
La película fue criticada por ser racista, por adherir a la ideología de la supremacía blanca y por describir y retratar a los nativo-americanos como primitivos, crueles, agresivos, hostiles, bárbaros y salvajes. La película proporciona una imagen negativa y violenta de nativo-americanos en favor de los colonos blancos.